# Tournoi national lycéen du Japon de rugby à XV
Ne doit pas être confondu avec Championnat universitaire du Japon de rugby à XV.
Le Tournoi national lycéen du Japon de rugby à XV (officiellement en japonais (全国高等学校ラグビーフットボール大会), en anglais : National High School Rugby Tournament) est une compétition annuelle de rugby à XV au Japon, opposant différents lycées (高等学校) du pays.
Créé en 1918, le Tournoi national lycéen occupe le premier rang national des compétitions de rugby de l'enseignement secondaire japonais, et jouit d'une grande popularité. Disputé par des équipes provenant des 47 préfectures du Japon, il participe à l'éclosion de jeunes talents qui s'illustrent plus tard aussi bien au niveau universitaire qu'en équipe nationale. Il est disputé depuis 1963 au Hanazono Rugby Stadium, dont il tire depuis son surnom populaire « Hanazono ».

## Histoire
En 1918, le premier tournoi national de football est organisé par le groupe média Osaka Mainichi Shinbun, ; il se décline en deux catégories : le « football association » et le « football rugby ». La compétition de football rugby est organisée indépendamment dès la 2e édition.
À compter de la 3e édition de 1920, la compétition est divisée en deux catégories : celle des junior high school est ainsi dissociée de la catégorie principale, les universités et high schools,,. Elle est renommée en tant que Tournoi national des high schools dès la 9e édition.
Interrompu par la Seconde Guerre mondiale, le tournoi reprend son existence en janvier 1947, au Hankyu Nishinomiya Stadium (en). Il est remanié lors de la 28e édition de 1948 sous son format contemporain en tant que tournoi national des high schools, organisé cette fois au Tokyo Rugby Stadium.
Depuis la 42e édition de 1963, le tournoi est organisé au Hanazono Rugby Stadium, plus vieil équipement sportif japonais destiné à la pratique du rugby,,. Depuis, la compétition est simplement surnommée « Hanazono » en référence à ce stade. À l'exception d'une seule édition annexe en 1924, le tournoi a toujours été organisé dans la région du Kansai.
Il est depuis organisé conjointement par la Fédération japonaise de rugby, la fédération athlétique All Japan High School Athletic Federation, le conseil préfectoral de l'Éducation (en) d'Osaka, et le groupe média The Mainichi Newspapers Co., Ltd..
La 100e édition a lieu entre fin décembre 2020 et janvier 2021, malgré la pandémie de Covid-19 mais exceptionnellement à huis clos, ; la tenue du tournoi qualificatif ayant été perturbée, un total de 63 équipes participent au lieu des 51 habituelles.

## Format
Dans son format contemporain, chacune des 47 préfectures du Japon est représentée par une équipe ; des têtes de série supplémentaires pour les préfectures de Tokyo, Osaka et Hokkaido viennent compléter la liste de participants afin d'atteindre un total de 51 équipes,. Il se tient entre la fin du mois de décembre et le début du mois de janvier.
Lors des éditions d'avant-guerre, alors que le nombre de participants était réduit, les territoires d'outre-mer sont également représentés ; on retrouve ainsi des équipes de Corée, du Mandchoukouo et de Taïwan.

## Palmarès
| Édition                                                                 | Année                                                             | Vainqueur (préfecture)                                                                                | Score                                                             | Finaliste (préfecture)                                            | Stade                                                             |
| Tournoi de football du Japon (日本フートボール大会ラグビー式の部)       | Tournoi de football du Japon (日本フートボール大会ラグビー式の部) | Tournoi de football du Japon (日本フートボール大会ラグビー式の部)                                     | Tournoi de football du Japon (日本フートボール大会ラグビー式の部) | Tournoi de football du Japon (日本フートボール大会ラグビー式の部) | Tournoi de football du Japon (日本フートボール大会ラグビー式の部) |
| ----------------------------------------------------------------------- | ----------------------------------------------------------------- | --- | ----------------------------------------------------------------- | ----------------------------------------------------------------- | ----------------------------------------------------------------- |
| 1re                                                                     | 1917                                                              | Université Dōshisha (Kyoto)                                                                           | 31-0                                                              | Saikyo Jr. & Sr. HS (ja) (Kyoto)                                  | Toyonaka Ground (ja)                                              |
| Tournoi de football rugby du Japon (日本フットボール大会ラグビー式の部) |                                                                   | |                                                                   |                                                                   |                                                                   |
| 2e                                                                      | 1918                                                              | Kyoto 3rd HS (Kyoto)                                                                                  | 24-0                                                              | Université Dōshisha (Kyoto)                                       | Toyonaka Ground                                                   |
| 3e                                                                      | 1919                                                              | Dōshisha Jr. & Sr. HS (ja) (Kyoto)                                                                    | 3-0                                                               | Saikyo Jr. & Sr. HS (ja) (Kyoto)                                  | Toyonaka Ground                                                   |
| 4e                                                                      | 1920                                                              | Dōshisha Jr. & Sr. HS (ja) (Kyoto)                                                                    | 6-0                                                               | Saikyo Jr. & Sr. HS (ja) (Kyoto)                                  | Toyonaka Ground                                                   |
| 5e                                                                      | 1921                                                              | Dōshisha Jr. & Sr. HS (ja) (Kyoto)                                                                    | 6-0                                                               | Saikyo Jr. & Sr. HS (ja) (Kyoto)                                  | Toyonaka Ground                                                   |
| 6e                                                                      | 1922                                                              | Dōshisha Jr. & Sr. HS (ja) (Kyoto)                                                                    | 14-0                                                              | Ritsumeikan Jr. & Sr. HS (ja) (Kyoto)                             | Takarazuka Stadium (ja)                                           |
| 7e                                                                      | 1923                                                              | Dōshisha Jr. & Sr. HS (ja) (Kyoto)                                                                    | 6-0                                                               | Saikyo Jr. & Sr. HS (ja) (Kyoto)                                  | Takarazuka Stadium                                                |
| 8e                                                                      | 1924                                                              | Saikyo Jr. & Sr. HS (ja) (Kyoto)                                                                      | 12-0                                                              | Tennoji HS (ja) (Osaka)                                           | Kōshien Stadium                                                   |
| Tournoi national lycéen de football (全国中等学校蹴球大会)              |                                                                   | |                                                                   |                                                                   |                                                                   |
| 9e                                                                      | 1925                                                              | Dōshisha Jr. & Sr. HS (ja) (Kyoto)                                                                    | 6-3                                                               | École de (南満工) de la SCF de Mand. du Sud (Mandchoukouo)        | Kōshien Stadium                                                   |
| -                                                                       | 1926                                                              | Édition annulée en raison de la mort de l'Empereur Taishō                                             | Édition annulée en raison de la mort de l'Empereur Taishō         | Édition annulée en raison de la mort de l'Empereur Taishō         | Édition annulée en raison de la mort de l'Empereur Taishō         |
| 10e                                                                     | 1927                                                              | Dōshisha Jr. & Sr. HS (ja) (Kyoto)                                                                    | 11-0                                                              | Tennoji HS (ja) (Osaka)                                           | Kōshien Stadium                                                   |
| 11e                                                                     | 1928                                                              | Dōshisha Jr. & Sr. HS (ja) (Kyoto)                                                                    | 41-0                                                              | Waseda Jitsugyo (ja) (Tokyo)                                      | South Kōshien Stadium                                             |
| 12e                                                                     | 1929                                                              | Keio Futsubu School (ja) (Tokyo)                                                                      | 8-6                                                               | Dōshisha Jr. & Sr. HS (ja) (Kyoto)                                | South Kōshien Stadium                                             |
| 13e                                                                     | 1930                                                              | Kyojo Normal School (ja) (Corée)                                                                      | 34-3                                                              | Tenri HS (ja) (Nara)                                              | South Kōshien Stadium                                             |
| 14e                                                                     | 1931                                                              | Kyojo Normal School (ja) (Corée)                                                                      | 30-5                                                              | Dōshisha Jr. & Sr. HS (ja) (Kyoto)                                | South Kōshien Stadium                                             |
| 15e                                                                     | 1932                                                              | Kyojo Normal School (ja) (Corée)                                                                      | 32-5                                                              | Tenri HS (ja) (Nara)                                              | South Kōshien Stadium                                             |
| 16e                                                                     | 1933                                                              | Akita Technical HS (ja) (Akita)                                                                       | 8-5                                                               | Kyojo Normal School (ja) (Corée)                                  | South Kōshien Stadium                                             |
| 17e                                                                     | 1934                                                              | ex aequo : École d'Anzan de la SCF de Mand. du Sud (Mandchoukouo) et Jianguo HS (en) (Taïwan)         | 3-3                                                               | N/A                                                               | South Kōshien Stadium                                             |
| 18e                                                                     | 1935                                                              | Tenri HS (ja) (Nara)                                                                                  | 14-5                                                              | Kobe HS (en) (Hyogo)                                              | South Kōshien Stadium                                             |
| 19e                                                                     | 1936                                                              | Pai Chai Univ. (en) (Corée)                                                                           | 9-8                                                               | Jianguo HS (en) (Taïwan)                                          | South Kōshien Stadium                                             |
| 20e                                                                     | 1937                                                              | Akita Technical HS (ja) (Akita)                                                                       | 3-0                                                               | (養正普) (Corée)                                                  | South Kōshien Stadium                                             |
| 21e                                                                     | 1938                                                              | École de Bujun de la SCF de Mand. du Sud (Mandchoukouo)                                               | 14-11                                                             | Akita Technical HS (ja) (Akita)                                   | South Kōshien Stadium                                             |
| 22e                                                                     | 1939                                                              | École de Bujun de la SCF de Mand. du Sud (Mandchoukouo)                                               | 11-3                                                              | Akita Technical HS (ja) (Akita)                                   | South Kōshien Stadium                                             |
| 23e                                                                     | 1940                                                              | Jianguo HS (en) (Taïwan)                                                                              | 3-0                                                               | Fukuoka HS (en) (Fukuoka)                                         | South Kōshien Stadium                                             |
| 24e (Kansai)                                                            | 1941                                                              | Kitano HS (Osaka)                                                                                     | 12-3                                                              | Tennoji HS (ja) (Osaka)                                           | South Kōshien Stadium                                             |
| 24e (Kyushu)                                                            | 1941                                                              | Fukuoka HS (en) (Fukuoka)                                                                             | 9-8                                                               | École d'Anzan de la SCF de Mand. du Sud (Mandchoukouo)            | Kasugahara Stadium (ja)                                           |
| 25e                                                                     | 1942                                                              | Tennoji HS (ja) (Osaka)                                                                               | 6-0                                                               | Fukuoka HS (en) (Fukuoka)                                         | South Kōshien Stadium                                             |
| -                                                                       | 1943                                                              | Édition annulée en raison de la Seconde Guerre mondiale                                               | Édition annulée en raison de la Seconde Guerre mondiale           | Édition annulée en raison de la Seconde Guerre mondiale           | Édition annulée en raison de la Seconde Guerre mondiale           |
| -                                                                       | 1944                                                              | Édition annulée en raison de la Seconde Guerre mondiale                                               | Édition annulée en raison de la Seconde Guerre mondiale           | Édition annulée en raison de la Seconde Guerre mondiale           | Édition annulée en raison de la Seconde Guerre mondiale           |
| -                                                                       | 1945                                                              | Édition annulée en raison de la Seconde Guerre mondiale                                               | Édition annulée en raison de la Seconde Guerre mondiale           | Édition annulée en raison de la Seconde Guerre mondiale           | Édition annulée en raison de la Seconde Guerre mondiale           |
| 26e                                                                     | 1946                                                              | Fukuoka HS (en) (Fukuoka)                                                                             | 6-0                                                               | Hyogo HS (ja) (Hyogo)                                             | Hankyu Nishinomiya Stadium (en)                                   |
| 27e                                                                     | 1947                                                              | ex aequo : Akita Technical HS (ja) (Akita) et Hakodate HS (ja) (Hokkaido)                             | 6-6                                                               | N/A                                                               | Hankyu Nishinomiya Stadium                                        |
| Tournoi national lycéen (全国高等学校ラグビーフットボール大会)          |                                                                   | |                                                                   |                                                                   |                                                                   |
| 28e                                                                     | 1948                                                              | Akita Technical HS (ja) (Akita)                                                                       | 13-3                                                              | Shijonawate HS (ja) (Osaka)                                       | Tokyo Rugby Stadium                                               |
| 29e                                                                     | 1949                                                              | Akita Technical HS (ja) (Akita)                                                                       | 14-3                                                              | Fukuoka HS (en) (Fukuoka)                                         | Hankyu Nishinomiya Stadium (en)                                   |
| 30e                                                                     | 1950                                                              | Tennoji HS (ja) (Osaka)                                                                               | 8-0                                                               | Akita Technical HS (ja) (Akita)                                   | Hankyu Nishinomiya Stadium                                        |
| 31e                                                                     | 1951                                                              | Akita Technical HS (ja) (Akita)                                                                       | 13-3                                                              | Kitami Hokuto HS (en) (Hokkaido)                                  | Hankyu Nishinomiya Stadium                                        |
| 32e                                                                     | 1952                                                              | Akita Technical HS (ja) (Akita)                                                                       | 8-0                                                               | Kitami Hokuto HS (en) (Hokkaido)                                  | Hankyu Nishinomiya Stadium                                        |
| 33e                                                                     | 1953                                                              | Fukuoka HS (en) (Fukuoka)                                                                             | 5-0                                                               | Hozen HS (ja) (Tokyo)                                             | Hankyu Nishinomiya Stadium                                        |
| 34e                                                                     | 1954                                                              | Keio Futsubu School (ja) (Kanagawa)                                                                   | 6-5                                                               | Akita Technical HS (ja) (Akita)                                   | Hankyu Nishinomiya Stadium                                        |
| 35e                                                                     | 1955                                                              | Akita Technical HS (ja) (Akita)                                                                       | 14-0                                                              | Hozen HS (ja) (Tokyo)                                             | Hankyu Nishinomiya Stadium                                        |
| 36e                                                                     | 1956                                                              | Akita Technical HS (ja) (Akita)                                                                       | 14-3                                                              | Morioka Technical HS (ja) (Iwate)                                 | Hankyu Nishinomiya Stadium                                        |
| 37e                                                                     | 1957                                                              | Hozen HS (ja) (Tokyo)                                                                                 | 14-3                                                              | 2d Jr. & Sr. HS of Nihon Univ. (ja) (Tokyo)                       | Hankyu Nishinomiya Stadium                                        |
| 38e                                                                     | 1958                                                              | Akita Technical HS (ja) (Akita)                                                                       | 6-0                                                               | Morioka Technical HS (ja) (Iwate)                                 | Hankyu Nishinomiya Stadium                                        |
| 39e                                                                     | 1959                                                              | Hozen HS (ja) (Tokyo)                                                                                 | 9-0                                                               | Kitami Hokuto HS (en) (Hokkaido)                                  | Hankyu Nishinomiya Stadium                                        |
| 40e                                                                     | 1960                                                              | Akita Technical HS (ja) (Akita)                                                                       | 13-6                                                              | Hozen HS (ja)(Tokyo)                                              | Hankyu Nishinomiya Stadium                                        |
| 41e                                                                     | 1961                                                              | Hozen HS (ja) (Tokyo)                                                                                 | 9-5                                                               | Keio HS (ja) (Tokyo)                                              | Hankyu Nishinomiya Stadium                                        |
| 42e                                                                     | 1962                                                              | Tenri HS (ja) (Nara)                                                                                  | 8-3                                                               | Kitami Hokuto HS (en) (Hokkaido)                                  | Hanazono Rugby Stadium                                            |
| 43e                                                                     | 1963                                                              | Hozen HS (ja) (Tokyo)                                                                                 | 6-3                                                               | Keio HS (ja) (Tokyo)                                              | Hanazono Rugby Stadium                                            |
| 44e                                                                     | 1964                                                              | Akita Technical HS (ja) (Akita)                                                                       | 6-3                                                               | Tenri HS (ja) (Nara)                                              | Hanazono Rugby Stadium                                            |
| 45e                                                                     | 1965                                                              | Morioka Technical HS (ja) (Iwate)                                                                     | 6-5                                                               | Tenri HS (ja) (Nara)                                              | Hanazono Rugby Stadium                                            |
| 46e                                                                     | 1966                                                              | Tenri HS (ja) (Nara)                                                                                  | 14-10                                                             | Keio HS (ja) (Tokyo)                                              | Hanazono Rugby Stadium                                            |
| 47e                                                                     | 1967                                                              | Jyoto HS (ja) (Fukuoka)                                                                               | 11-5                                                              | Meguro HS (ja) (Tokyo)                                            | Hanazono Rugby Stadium                                            |
| 48e                                                                     | 1968                                                              | Akita Technical HS (ja) (Akita)                                                                       | 26-6                                                              | Meguro HS (ja) (Tokyo)                                            | Hanazono Rugby Stadium                                            |
| 49e                                                                     | 1969                                                              | Meguro HS (ja) (Tokyo)                                                                                | 20-16                                                             | Isahaya Agricultural HS (ja) (Nagasaki)                           | Hanazono Rugby Stadium                                            |
| 50e                                                                     | 1970                                                              | Morioka Technical HS (ja) (Iwate)                                                                     | 20-9                                                              | Tenri HS (ja) (Nara)                                              | Hanazono Rugby Stadium                                            |
| 51e                                                                     | 1971                                                              | Tenri HS (ja) (Nara)                                                                                  | 17-13                                                             | Meguro HS (ja) (Tokyo)                                            | Hanazono Rugby Stadium                                            |
| 52e                                                                     | 1972                                                              | Meguro HS (ja) (Tokyo)                                                                                | 27-0                                                              | Hanazono Jr. & Sr. HS (ja) (Kyoto)                                | Hanazono Rugby Stadium                                            |
| 53e                                                                     | 1973                                                              | Meguro HS (ja) (Tokyo)                                                                                | 19-8                                                              | Oita Maizuru HS (ja) (Oita)                                       | Hanazono Rugby Stadium                                            |
| 54e                                                                     | 1974                                                              | Oita Maizuru HS (ja) (Oita)                                                                           | 14-8                                                              | Hanazono Jr. & Sr. HS (ja) (Kyoto)                                | Hanazono Rugby Stadium                                            |
| 55e                                                                     | 1975                                                              | Kokugakuin Kugayama Jr. & Sr. HS (ja) (Tokyo)                                                         | 25-9                                                              | Meguro HS (ja) (Tokyo)                                            | Hanazono Rugby Stadium                                            |
| 56e                                                                     | 1976                                                              | Meguro HS (ja) (Tokyo)                                                                                | 29-9                                                              | Hanazono Jr. & Sr. HS (ja) (Kyoto)                                | Hanazono Rugby Stadium                                            |
| 57e                                                                     | 1977                                                              | Osaka Institute of Technology HS (ja) (Osaka)                                                         | 20-12                                                             | Akita Technical HS (ja) (Akita)                                   | Hanazono Rugby Stadium                                            |
| 58e                                                                     | 1978                                                              | Kokugakuin Kugayama Jr. & Sr. HS (ja) (Tokyo)                                                         | 40-6                                                              | Kurosawajiri Technical HS (ja) (Iwate)                            | Hanazono Rugby Stadium                                            |
| 59e                                                                     | 1979                                                              | Meguro HS (ja) (Tokyo)                                                                                | 16-14                                                             | Kokugakuin Kugayama Jr. & Sr. HS (ja) (Tokyo)                     | Hanazono Rugby Stadium                                            |
| 60e                                                                     | 1980                                                              | Fushimi Technical HS (ja) (Kyoto)                                                                     | 7-3                                                               | Osaka Institute of Technology HS (ja) (Osaka)                     | Hanazono Rugby Stadium                                            |
| 61e                                                                     | 1981                                                              | Osaka Institute of Technology HS (ja) (Osaka)                                                         | 13-4                                                              | Akita Technical HS (ja) (Akita)                                   | Hanazono Rugby Stadium                                            |
| 62e                                                                     | 1982                                                              | Kokugakuin Kugayama Jr. & Sr. HS (ja) (Tokyo)                                                         | 31-0                                                              | Meguro HS (ja) (Tokyo)                                            | Hanazono Rugby Stadium                                            |
| 63e                                                                     | 1983                                                              | Tenri HS (ja) (Nara)                                                                                  | 18-16                                                             | Oita Maizuru HS (ja) (Oita)                                       | Hanazono Rugby Stadium                                            |
| 64e                                                                     | 1984                                                              | Akita Technical HS (ja) (Akita)                                                                       | 9-4                                                               | Sagamidai Technical HS (ja) (Kanagawa)                            | Hanazono Rugby Stadium                                            |
| 65e                                                                     | 1985                                                              | Daito Bunka Univ. Dai-ichi HS (ja) (Tokyo)                                                            | 8-0                                                               | Hongo Jr. & Sr. HS (en) (Tokyo)                                   | Hanazono Rugby Stadium                                            |
| 66e                                                                     | 1986                                                              | Kokugakuin Kugayama Jr. & Sr. HS (ja) (Tokyo)                                                         | 22-6                                                              | Kumagaya Technological HS (ja) (Saitama)                          | Hanazono Rugby Stadium                                            |
| 67e                                                                     | 1987                                                              | Akita Technical HS (ja) (Akita)                                                                       | 9-4                                                               | Sagamidai Technical HS (ja) (Kanagawa)                            | Hanazono Rugby Stadium                                            |
| 68e                                                                     | 1988                                                              | ex aequo : Meikei Gakuen Jr. & Sr. HS (ja) (Ibaraki) et Osaka Institute of Technology HS (ja) (Osaka) | Finale annulée en raison de la mort de l'Empereur Shōwa           | Finale annulée en raison de la mort de l'Empereur Shōwa           | Hanazono Rugby Stadium                                            |
| 69e                                                                     | 1989                                                              | Tenri HS (ja) (Nara)                                                                                  | 14-4                                                              | Keiko Gakuen Jr. & Sr. HS (ja) (Osaka)                            | Hanazono Rugby Stadium                                            |
| 70e                                                                     | 1990                                                              | Kumagaya Technological HS (ja) (Saitama)                                                              | 19-9                                                              | Tenri HS (ja) (Nara)                                              | Hanazono Rugby Stadium                                            |
| 71e                                                                     | 1991                                                              | Keiko Gakuen Jr. & Sr. HS (ja) (Osaka)                                                                | 28-8                                                              | Kokugakuin Kugayama Jr. & Sr. HS (ja) (Tokyo)                     | Hanazono Rugby Stadium                                            |
| 72e                                                                     | 1992                                                              | Fushimi Technical HS (ja) (Kyoto)                                                                     | 15-10                                                             | Keiko Gakuen Jr. & Sr. HS (ja) (Osaka)                            | Hanazono Rugby Stadium                                            |
| 73e                                                                     | 1993                                                              | Sagamidai Technical HS (ja) (Kanagawa)                                                                | 19-6                                                              | Tokyo Univ. of Agriculture 2d HS (ja) (Gunma)                     | Hanazono Rugby Stadium                                            |
| 74e                                                                     | 1994                                                              | Sagamidai Technical HS (ja) (Kanagawa)                                                                | 27-12                                                             | Nagasaki Hokuyodai HS (ja) (Nagasaki                              | Hanazono Rugby Stadium                                            |
| 75e                                                                     | 1995                                                              | Osaka Institute of Technology HS (ja) (Osaka)                                                         | 50-10                                                             | Akita Technical HS (ja) (Akita)                                   | Hanazono Rugby Stadium                                            |
| 76e                                                                     | 1996                                                              | Seiryo HS (ja) (Aichi)                                                                                | 26-25                                                             | Keiko Gakuen Jr. & Sr. HS (ja) (Osaka)                            | Hanazono Rugby Stadium                                            |
| 77e                                                                     | 1997                                                              | Kokugakuin Kugayama Jr. & Sr. HS (ja) (Tokyo)                                                         | 33-29                                                             | Fushimi Technical HS (ja) (Kyoto)                                 | Hanazono Rugby Stadium                                            |
| 78e                                                                     | 1998                                                              | Keiko Gakuen Jr. & Sr. HS (ja) (Osaka)                                                                | 15-12                                                             | Osaka Institute of Technology HS (ja) (Osaka)                     | Hanazono Rugby Stadium                                            |
| 79e                                                                     | 1999                                                              | Tokai Univ. Gyosei HS (ja) (Osaka)                                                                    | 31-7                                                              | Shochi Fukaya HS (ja) (Saitama)                                   | Hanazono Rugby Stadium                                            |
| 80e                                                                     | 2000                                                              | Fushimi Technical HS (ja) (Kyoto)                                                                     | 21-3                                                              | Saga Technical HS (en) (Saga)                                     | Hanazono Rugby Stadium                                            |
| 81e                                                                     | 2001                                                              | Keiko Gakuen Jr. & Sr. HS (ja) (Osaka)                                                                | 50-17                                                             | Higashi Fukuoka Jr. HS (ja) (Fukuoka)                             | Hanazono Rugby Stadium                                            |
| 82e                                                                     | 2002                                                              | Keiko Gakuen Jr. & Sr. HS (ja) (Osaka)                                                                | 26-20                                                             | Higashi Fukuoka Jr. HS (ja) (Fukuoka)                             | Hanazono Rugby Stadium                                            |
| 83e                                                                     | 2003                                                              | Keiko Gakuen Jr. & Sr. HS (ja) (Osaka)                                                                | 15-0                                                              | Oita Maizuru HS (ja) (Oita)                                       | Hanazono Rugby Stadium                                            |
| 84e                                                                     | 2004                                                              | Keiko Gakuen Jr. & Sr. HS (ja) (Osaka)                                                                | 31-14                                                             | Tenri HS (ja) (Nara)                                              | Hanazono Rugby Stadium                                            |
| 85e                                                                     | 2005                                                              | Fushimi Technical HS (ja) (Kyoto)                                                                     | 36-12                                                             | Toin Gakuen Jr. & Sr. HS (ja) (Kanagawa)                          | Hanazono Rugby Stadium                                            |
| 86e                                                                     | 2006                                                              | Tokai Univ. Gyosei HS (ja) (Osaka)                                                                    | 19-5                                                              | Higashi Fukuoka Jr. HS (ja) (Fukuoka)                             | Hanazono Rugby Stadium                                            |
| 87e                                                                     | 2007                                                              | Higashi Fukuoka Jr. HS (ja) (Fukuoka)                                                                 | 12-7                                                              | Fushimi Technical HS (ja) (Kyoto)                                 | Hanazono Rugby Stadium                                            |
| 88e                                                                     | 2008                                                              | Josho Keiko Gakuen Jr. & Sr. HS (ja) (Osaka)                                                          | 24-15                                                             | Gose Technical (ja) & Industrial (ja) HSs (Nara)                  | Hanazono Rugby Stadium                                            |
| 89e                                                                     | 2009                                                              | Higashi Fukuoka Jr. HS (ja) (Fukuoka)                                                                 | 31-5                                                              | Toin Gakuen Jr. & Sr. HS (ja) (Kanagawa)                          | Hanazono Rugby Stadium                                            |
| 90e                                                                     | 2010                                                              | ex aequo : Higashi Fukuoka Jr. HS (ja) (Fukuoka) et Toin Gakuen Jr. & Sr. HS (ja) (Kanagawa)          | 31-31                                                             | N/A                                                               | Hanazono Rugby Stadium                                            |
| 91e                                                                     | 2011                                                              | Higashi Fukuoka Jr. HS (ja) (Fukuoka)                                                                 | 36-24                                                             | Tokai Univ. Gyosei HS (ja) (Osaka)                                | Hanazono Rugby Stadium                                            |
| 92e                                                                     | 2012                                                              | Josho Gakuen Jr. & Sr. HS (ja) (Osaka)                                                                | 17-14                                                             | Gose Industrial HS (ja) (Nara)                                    | Hanazono Rugby Stadium                                            |
| 93e                                                                     | 2013                                                              | Tokai Univ. Gyosei HS (ja) (Osaka)                                                                    | 19-14                                                             | Toin Gakuen Jr. & Sr. HS (ja) (Kanagawa)                          | Hanazono Rugby Stadium                                            |
| 94e                                                                     | 2014                                                              | Higashi Fukuoka Jr. HS (ja) (Fukuoka)                                                                 | 57-5                                                              | Gose Industrial HS (ja) (Nara)                                    | Hanazono Rugby Stadium                                            |
| 95e                                                                     | 2015                                                              | Tokai Univ. Gyosei HS (ja) (Osaka)                                                                    | 37-31                                                             | Toin Gakuen Jr. & Sr. HS (ja) (Kanagawa)                          | Hanazono Rugby Stadium                                            |
| 96e                                                                     | 2016                                                              | Higashi Fukuoka Jr. HS (ja) (Fukuoka)                                                                 | 28-21                                                             | Tokai Univ. Gyosei HS (ja) (Osaka)                                | Hanazono Rugby Stadium                                            |
| 97e                                                                     | 2017                                                              | Tokai Univ. Gyosei HS (ja) (Osaka)                                                                    | 27-20                                                             | Toin Jr. & Sr. HS (en) (Osaka)                                    | Hanazono Rugby Stadium                                            |
| 98e                                                                     | 2018                                                              | Toin Jr. & Sr. HS (en) (Osaka)                                                                        | 26-24                                                             | Toin Gakuen Jr. & Sr. HS (ja) (Kanagawa)                          | Hanazono Rugby Stadium                                            |
| 99e                                                                     | 2019                                                              | Toin Gakuen Jr. & Sr. HS (ja) (Kanagawa)                                                              | 23-14                                                             | Gose Industrial HS (ja) (Nara)                                    | Hanazono Rugby Stadium                                            |
| 100e                                                                    | 2020                                                              | Toin Gakuen Jr. & Sr. HS (ja) (Kanagawa)                                                              | 32-15                                                             | Kyoto Seisho HS (ja) (Kyoto)                                      | Hanazono Rugby Stadium                                            |
| 101e                                                                    | 2021                                                              | Tokai Univ. Gyosei HS (ja) (Osaka)                                                                    | 36-5                                                              | Kokugakuin Kugayama Jr. & Sr. HS (ja) (Tokyo)                     | Hanazono Rugby Stadium                                            |
| 102e                                                                    | 2022                                                              | Higashi Fukuoka Jr. HS (ja) (Fukuoka)                                                                 | 41-10                                                             | Hotoku Gakuen Jr. & Sr. HS (ja) (Hyogo)                           | Hanazono Rugby Stadium                                            |
| 103e                                                                    | 2023                                                              | Toin Gakuen Jr. & Sr. HS (ja) (Kanagawa)                                                              | 8-5                                                               | Higashi Fukuoka Jr. HS (ja) (Fukuoka)                             | Hanazono Rugby Stadium                                            |

## Bilan
| Équipe                                                                    | Titre(s) | Premier titre | Dernier titre |
| ------------------------------------------------------------------------- | -------- | ------------- | ------------- |
| Akita Technical HS (ja)                                                   | 15       | 1933          | 1987          |
| Dōshisha Jr. & Sr. HS (ja)                                                | 8        | 1919          | 1928          |
| Keiko Gakuen Jr. & Sr. HS (ja) puis Josho Keiko Gakuen Jr. & Sr. HS (ja)  | 7        | 1991          | 2008          |
| Higashi Fukuoka Jr. HS (ja)                                               | 7        | 2007          | 2022          |
| Tenri HS (ja)                                                             | 6        | 1935          | 1989          |
| Tokai Univ. Gyosei HS (ja)                                                | 6        | 1999          | 2021          |
| Kokugakuin Kugayama Jr. & Sr. HS (ja)                                     | 5        | 1975          | 1997          |
| Osaka Institute of Technology HS (ja) puis Josho Gakuen Jr. & Sr. HS (ja) | 5        | 1977          | 2012          |
| Hozen HS (ja)                                                             | 4        | 1957          | 1963          |
| Fushimi Technical HS (ja)                                                 | 4        | 1980          | 2005          |
| Toin Gakuen Jr. & Sr. HS (ja)                                             | 4        | 2010          | 2023          |
| Kyojo Normal School (ja)                                                  | 3        | 1930          | 1932          |
| École de Bujun de la SCF de Mand. du Sud                                  | 2        | 1938          | 1939          |
| Jianguo HS (en)                                                           | 2        | 1934          | 1940          |
| Fukuoka HS (en)                                                           | 2        | 1941          | 1946          |
| Tennoji HS (ja)                                                           | 2        | 1942          | 1950          |
| Keio Futsubu School (ja)                                                  | 2        | 1929          | 1954          |
| Morioka Technical HS (ja)                                                 | 2        | 1965          | 1970          |
| Sagamidai Technical HS (ja)                                               | 2        | 1993          | 1994          |
| Université Dōshisha                                                       | 1        | 1917          | 1917          |
| Kyoto 3rd HS                                                              | 1        | 1918          | 1918          |
| Saikyo Jr. & Sr. HS (ja)                                                  | 1        | 1924          | 1924          |
| École d'Anzan de la SCF de Mand. du Sud                                   | 1        | 1934          | 1934          |
| Pai Chai Univ. (en)                                                       | 1        | 1936          | 1936          |
| Kitano HS                                                                 | 1        | 1941          | 1941          |
| Hakodate HS (ja)                                                          | 1        | 1947          | 1947          |
| Oita Maizuru HS (ja)                                                      | 1        | 1974          | 1974          |
| Daito Bunka Univ. Dai-ichi HS (ja)                                        | 1        | 1985          | 1985          |
| Meikei Gakuen Jr. & Sr. HS (ja)                                           | 1        | 1988          | 1988          |
| Kumagaya Technological HS (ja)                                            | 1        | 1990          | 1990          |
| Seiryo HS (ja)                                                            | 1        | 1996          | 1996          |
| Toin Jr. & Sr. HS (en)                                                    | 1        | 2018          | 2018          |

## Anecdotes
- La série télévisée japonaise de 1984 School Wars, inspirée de la vie de Yoshiharu Yamaguchi (en), met en scène l'ex-international japonais de rugby devenu professeur et un groupe d'étudiants délinquants juvéniles de la Fushimi Technical High School (ja). L'intrigue reconstitue notamment le parcours de l'équipe scolaire de rugby, jusqu'à la victoire en finale du Tournoi national lycéen de 1980. La série fera elle-même l'objet d'une réadaptation cinématographique en 2004, avec le film School Wars: Hero (en)[13].